# Jamtland Republicans
Die Jamtland Republicans sind ein schwedisches American-Football-Team aus Östersund. Die Teamfarben Blau, Weiß und Grün leiten sich aus den Farben der Republik Jämtland ab.

## Geschichte
Gegründet wurde der Club 1988 von Peter Narup, und einiger seiner Freunde, der in den Achtzigern per Schüleraustausch an einer amerikanischen High School den Sport für sich entdeckte. Zum ersten Mal in den Ligaspielbetrieb stiegen die Republicans 1990 ein. In den folgenden Jahren pendelten sie in den unteren Klassen umher ehe ihnen 2000 der Aufstieg in die höchste schwedische Spielklasse Superserien gelang. Doch nach einem Jahr ging es schon wieder zurück in die Zweitklassigkeit. 2003 gelang dann der Wiederaufstieg und die Republicans hielten sich in der Superserien bis 2006, kurioserweise ohne je ein gewertetes Spiel gewonnen zu haben. Aufgrund finanzieller Probleme zog sich das Team während der Saison 2007 freiwillig aus der Superserien zurück. 2008 konnten die Republicans die Division II Nordgruppe ungeschlagen gewinnen und spielen somit 2009 wieder in der Division I.

## Weitere Teams
Momentan nimmt neben der Herrenmannschaft auch ein U-19 Team am Spielbetrieb teil, welches 2008 den schwedischen Meistertitel erringen konnte. 2001 errang die U-16 Auswahl der Republicans diese Auszeichnung.

## Wissenswertes
- Die Jamtland Republicans haben in den vier Spielzeiten, in denen sie in der Superserien antraten, noch nie ein Spiel gewonnen, welches in die Rangliste eingegangen wäre. Zwar haben die Republicans insgesamt zwei Spiele gewinnen können, darunter sogar ihr allererstes Spiel in der Superserien überhaupt, 2001 gegen die Uppsala 86'ers 48:0, sowie 2005 gegen die Sundsvall Flames 62:25, doch der jeweilige Gegner zog sich innerhalb der Saison aus dem Spielbetrieb zurück und die Ergebnisse wurden aus den offiziellen Ergebnislisten gestrichen.

- Seit 2000 veranstalten die Jamtland Republicans ein Hallenturnier für Schülermannschaften der örtlich ansässigen Schulen. Mit dieser Maßnahme schafft es der Verein immer wieder neue Jugendliche für den Sport zu begeistern.